# Soil Moisture and Ocean Salinity satellite
SMOS (acronyme de Soil Moisture and Ocean Salinity) est un minisatellite scientifique de l'Agence spatiale européenne (ESA) dont la mission est de mesurer l’humidité superficielle des terres émergées et la salinité de la surface des océans. L'objectif est d'améliorer la compréhension de l'environnement terrestre et de son évolution.
Le satellite a été lancé le 2 novembre 2009 (1h50 UTC) avec un autre petit satellite de l'ESA, Proba-2, depuis le cosmodrome de Plesetsk (Russie), par une fusée Rokot (missile balistique intercontinental russe SS-19 démilitarisé),,. La mission devait durer 3 ans, mais la mission a été de nombreuses fois prolongée et le satellite est toujours actif en 2025.

## Objectifs de la mission
La mission, proposée par le Centre d'études spatiales de la biosphère (CESBIO), a pour objets :
- Suivi des courants marins et de ses évolutions
  - Impact climatique
  - Meilleure connaissance du rôle des océans dans le cycle du carbone
- Suivi de l'humidité du sol combiné avec l'évolution du couvert végétal
  - Amélioration de la connaissance du processus de photosynthèse.

## Caractéristiques techniques
Le satellite est placé sur une orbite héliosynchrone circulaire de 687 km. Il effectue ses mesures avec un radiomètre interféromètre fonctionnant en bande L (MIRAS : Microwave Imaging Radiometer with Aperture Synthesis).
Le programme SMOS, démarré en 2000, est une coopération entre l'ESA, le CNES et le CDTI (Espagne) fournisseur de la charge utile, une première pour ce pays, cinquième contributeur de l'ESA.
Le satellite SMOS utilise la plateforme standardisée de petite taille Proteus (dont c'est le 5e exemplaire) réalisée par le maître d'œuvre Thales Alenia Space, dans l'établissement de Cannes. Il pèse 658 kg, dont 275 kg pour le bus, 355 kg pour la charge utile, embarquant 28 kg d'hydrazine.

## Centre de contrôle
La France fournit le centre de contrôle SMOS (données de la plate-forme), situé à Toulouse, qui effectuera la mise à poste (Leop), ainsi que le centre aval de traitement des données SMOS (CATDS). Les données seront exploitées par le Cesbio de Toulouse pour l'humidité des sols et Ifremer de Brest et SMOS Barcelona Expert Centre (Espagne) pour la salinité des océans. L'Observatoire Midi-Pyrénées, le Laboratoire d'océanographie et de climatologie (Locean), l'Institut Pierre-Simon-Laplace (IPSL) et l'Institut national de la recherche agronomique (Inra) participent également au programme.

## Coût du programme
Selon Achim Hahne, directeur du programme à l'ESA, le coût du programme est de l'ordre de 210 M€, dont 160 M€ pour le satellite (80 M€ pour la plate-forme Proteus et 80 M€ pour l'instrument Miras), 20 M€ pour le lancement. La participation française s'élève à 105 M€ dont 80 M€ pour le satellite et 25 M€ pour l'exploitation.

## Résultats d'exploitation
Les premiers résultats d'exploitation ont été fournis lors du symposium Living Planet de l'ESA du 28 juin au 2 juillet 2010 à Bergen, Norvège. La première carte de salinité a été produite en février 2010 et, selon Yann Kerr, directeur du CESBIO de Toulouse, un certain nombre de pays émettent des interférences dans les bandes réservées et utilisées par SMOS : Chine, Canada (en raison de son système d'alerte avancée), Espagne, Grèce, ainsi que le Moyen-Orient, en raison des radars militaires qui s'y trouvent. Certains de ces pays sont incapables de trouver la provenance de ces sources d'émission.
Au début de juillet 2012, il a été annoncé que les radars d'une douzaine des sites incriminés n'émettent plus dans les longueurs d'onde concernées  permettant d'obtenir de bien meilleurs résultats surtout au-dessus de l’Amérique du Nord.
Au début de 2013, le satellite fête ses trois années de bon fonctionnement, durée nominale prévue. Sa réserve d'ergols lui promet encore une longue vie. Eumetsat lui envisage un successeur dans le cadre de son plan stratégique, tandis qu'un Smos-Next est à l'étude au CNES.